# Interfront (Łotwa)
Interfront, właśc. Międzynarodowy Front Pracujących Łotewskiej Socjalistycznej Republiki Radzieckiej (łot. Latvijas PSR Internacionālā Darbaļaužu fronte, skrótowo: Interfronte; ros. Интернациональный фронт трудящихся Латвийской ССР, w skrócie: Интерфронт) – organizacja polityczna istniejąca na Łotwie w latach 1989–1991. Opowiadała się za pozostaniem kraju jako republiki związkowej w ramach ZSRR.

## Historia
Interfront powstał 7 stycznia 1989 jako odpowiedź KPZR na rosnące tendencje niepodległościowe w krajach bałtyckich oraz dążenia lokalnych elit komunistycznych do uniezależniania się od rządu w Moskwie.
Wśród liderów organizacji znaleźli się m.in. Igor Łopatin, Anatolij Aleksiejew i Tatjana Ždanoka. Głównym organem prasowym ruchu było „Единство”, ugrupowanie dysponowało również lokalnymi biuletynami i dostępem do radia publicznego.
We wrześniu 1991 organizacja została rozwiązana przez Radę Najwyższą Republiki Łotewskiej, a osoby pozostające w niej po 13 stycznia 1991 (data tzw. wypadków ryskich) zostały pozbawione obywatelstwa. Ci, którzy już je posiadali, nie mogli kandydować w wyborach do Sejmu i samorządów.